# Nephrotoma luteopleura
Nephrotoma luteopleura is een tweevleugelige uit de familie langpootmuggen (Tipulidae). De soort komt voor in het Afrotropisch gebied en is beschreven door Séguy.